# 亚设

亚设支派的象征

亚设（אָשֵׁר，标准希伯来语：Ašer；提比里安发音：ʾĀšēr）是雅各的第八个儿子，利亞的使女悉帕为雅各所生的第二个儿子，亚设支派的祖先。（见《聖經》创世记）
亚设的意思是「有福」。
雅各临终以前，这样祝福亚设：“亚设的食物丰美，他必出君王的美味。”（创世记49:20）
摩西的祝福：“願亞設享受多子的福樂，得他弟兄的喜悅，可以把腳蘸在油中。你的門閂註是銅的，鐵的。你的日子如何，你的力量也必如何。”（申命记33:24-25）
| 雅各和各个妻妾所生的子女及出生次序 |                    |                    |                    |                    |                    |                    |                    |                    |                    |            |               |           |           |             |              |              |
| 利亚                               | 利亚               | 利亚               | 利亚               | 利亚               | 利亚               | 利亚               | 利亚               | 利亚               | 利亚               | 流便（1）  | 西缅（2）     | 利未（3） | 犹大（4） | 以萨迦（9） | 西布伦（10） | 底拿（女儿） |
| 拉结                               | 拉结               | 拉结               | 拉结               | 拉结               | 拉结               | 拉结               | 拉结               | 拉结               | 拉结               | 约瑟（11） | 便雅悯（12）  |           |           |             |              |              |
| 辟拉（拉结的侍女）                 | 辟拉（拉结的侍女） | 辟拉（拉结的侍女） | 辟拉（拉结的侍女） | 辟拉（拉结的侍女） | 辟拉（拉结的侍女） | 辟拉（拉结的侍女） | 辟拉（拉结的侍女） | 辟拉（拉结的侍女） | 辟拉（拉结的侍女） | 但（5）    | 拿弗他利（6） |           |           |             |              |              |
| 悉帕（利亚的侍女）                 | 悉帕（利亚的侍女） | 悉帕（利亚的侍女） | 悉帕（利亚的侍女） | 悉帕（利亚的侍女） | 悉帕（利亚的侍女） | 悉帕（利亚的侍女） | 悉帕（利亚的侍女） | 悉帕（利亚的侍女） | 悉帕（利亚的侍女） | 迦得（7）  | 亚设（8）     |           |           |             |              |              |